# Гаммерфест
Гаммерфестⓘ (норв. Hammerfest, півн.-саам. Hámmárfeasta) — місто і комуна в  Норвегії, фюльке Фіннмарк. Населення — 10 287 осіб. Місто розташоване на островах. Вважається найпівнічнішим містом Європи.
Муніципалітет (комуну) було створено 1 січня 1838 року. Вона включала в себе місто Гаммерфест і переважно сільську округу, що оточувала його. Закон вимагав, що всі міста повинні бути відокремлені від своїх сільських районів, але через малу кількість населення, це було неможливо здійснити для Гаммерфеста у 1838 році. Зрештою, з 1 січня 1852 сільський округ був відділений від міста Гаммерфест, щоби сформувати новий муніципалітет Гаммерфест ландстрікт (пізніше перейменованого на Серейсунн). Північний округ Мосе (Maasø, нині Мосей (Måsøy)) було відокремлено у 1839 році, південний округ Квалсунн був відокремлений в 1869 році. На 1 січня 1992 муніципалітет Серейсунн (Sørøysund) був об'єднаний з містом Гаммерфест, щоби сформувати новий, більший муніципалітет Гаммерфест.

## Загальна інформація

### Назва
Місто та муніципалітет здобули назву від старого якоря. Першою частиною назви hammer є бухта, зручна для швартування. З давньоскандинавської Hamarr означає «крутий схил гори». Друга частина, fest, з давньоскандинавського festr, означає кріплення (для човнів).

### Герб
Герб є витвором сучасності. Його отримано 16 грудня 1938 року. На ньому показано білого ведмедя на червоному тлі.

## Історія
З давніх часів місцевість була важливим рибним ринком. За наказом короля Данії та Норвегії Кристіана VII 1789 року здобуло статус містечка.
Під час наполеонівських воєн Данія та Норвегія зазнали нападу Великої Британії і змушені були воювати на боці Наполеона та Франції. Як один із головних центрів торгівлі та транспорту в західному Фіннмарку Гаммерфест став природним об'єктом, що блокував кораблі Королівського флоту. На прохання місцевих купців місто отримало чотири шестифунтових гармат від центрального складу зброї в Тронгеймі. Згодом 50 людей сформували берегову оборонну міліцію для захисту Гаммерфеста.
22 липня 1809 очікуваний британський напад стався. Не допливши до Гаммерфеста, британські судна розграбували село Гесвік, знищуючи невеликого рибальського общини[джерело?]. Битва між двома двохгарматними батареями Гаммерфеста і британськими військовими кораблями з 32 гарматами була інтенсивною і не закінчилася доти, доки у норвезьких гармати скінчилвся порох приблизно через 90 хвилин після початку бою. Обидва атакуючі кораблі зазнали невеликих ушкоджень і загинув 1 моряк , який був похований на місцевому цвинтарі. Військові кораблі залишалися у порту протягом восьми днів. Під час свого перебування моряки Королівського флоту пограбували все, що вони могли б отримати в свої руки, включаючи скриню для пожертв і деякі срібні речі з церкви.
Гаммерфест 1890 року постраждав від пожежі, яка, розпочавшись у пекарні, знищили майже половину будинків міста. Після пожежі Гаммерфест отримав пожертвування і гуманітарну допомогу з різних країн світу; найбільше допомоги надав кайзер Німеччини Вільгельм II. Кайзер особисто відвідав місто кілька разів на своїй яхті.
У 1891 році Гаммерфест став першим міським поселенням у Північній Європі, яке отримало електричні вуличні ліхтарі. Винахід було запроваджено у місті двома купцями, які бачили демонстрацію електричного освітлення на ярмарку в Парижі.
З початком Другої світової війни, німці захопили укріплений Гаммерфест і використовували його як головну базу. Важливість міста різко зросла після німецького вторгнення у Радянський Союз. Окупанти встановили три берегові батареї навколо міста. Основна база підводного флоту також була у Гаммерфесті.
Гаммерфест двічі бомбила радянська авіація - 14 лютого 1944 року місто отримало невелике ушкодження, а от бомбардування 29 серпня 1944 року завдало більш значної шкоди будівлям та інфраструктурі і кораблям у порту.
Населення було насильно евакуйоване окупаційними німецькими військами восени 1944 року після того, як радянський наступ на північній частині Східного фронту просунувся у східний Фіннмарк. Весь Фіннмарк, у тому числі і місто, був розграбований і спалений вщент німцями, коли вони відступили у 1945 році, останні залишили місто 10 лютого 1945 року. Міни і боєприпаси, що залишилися від Другої світової війни, досі виявляють і знешкоджують навколо Гаммерфеста.
Внаслідок цього, з довоєнної забудови у місті залишилася лише цвинтарна каплиця Геуен, побудована в 1937 році.
Сьогодні Музей реконструкції у Гаммерфесті розповідає історію цих подій і відновлення регіону. Радянські війська вивели зі Східного Фіннмарку у вересні 1945 року. 

## Географія
Комуна розташована частково на 3 великих островах - Квалея (Kvaløya), Серея (Kvaløya) та Сейланн (Seiland). Також у комуні є ряд невеликих островів, таких як Лілль Камея (Lille Kamøya) і Камея (Kamøya). Національний парк Сейланн частково розташований у комуні, у парку є великий льодовик Сейландсйокелен та фйорд Нурефйорден. Гори Комаґаксла і Сейланнстува є одними з найбільших гір у муніципалітеті.

### Клімат
Місто розташоване в зоні, яку характеризує континентальний субарктичний клімат. Найтепліший місяць — липень із середньою температурою 11.5 °C (52.7 °F). Найхолодніший місяць — січень, із середньою температурою -5.1 °С (22.8 °F).
| Клімат Гаммерфеста      | Клімат Гаммерфеста | Клімат Гаммерфеста | Клімат Гаммерфеста | Клімат Гаммерфеста | Клімат Гаммерфеста | Клімат Гаммерфеста | Клімат Гаммерфеста | Клімат Гаммерфеста | Клімат Гаммерфеста | Клімат Гаммерфеста | Клімат Гаммерфеста | Клімат Гаммерфеста | Клімат Гаммерфеста |
| Показник                | Січ.               | Лют.               | Бер.               | Квіт.              | Трав.              | Черв.              | Лип.               | Серп.              | Вер.               | Жовт.              | Лист.              | Груд.              | Рік                |
| Абсолютний максимум, °C | 8                  | 7                  | 7                  | 12                 | 15                 | 27                 | 27                 | 27                 | 18                 | 12                 | 8                  | 10                 | 27                 |
| Середній максимум, °C   | −2                 | −1                 | 0                  | 1                  | 5                  | 10                 | 14                 | 13                 | 8                  | 3                  | 0                  | −1                 | 4                  |
| Середня температура, °C | −5,1               | −4,9               | −3,6               | −0,9               | 3,3                | 7,9                | 11,5               | 10,7               | 6,7                | 2,1                | −1,5               | −3,7               | 1,9                |
| Середній мінімум, °C    | −7                 | −6                 | −5                 | −2                 | 1                  | 5                  | 8                  | 8                  | 5                  | 0                  | −3                 | −5                 | 0                  |
| Абсолютний мінімум, °C  | −21                | 0                  | 0                  | −16                | −6                 | −1                 | 2                  | 1                  | −2                 | −11                | 0                  | −17                | −21                |
| Норма опадів, мм        | 71                 | 65                 | 62                 | 60                 | 47                 | 52                 | 56                 | 60                 | 79                 | 93                 | 85                 | 90                 | 820                |
| Днів з опадами          | 30                 | 27                 | 29                 | 29                 | 31                 | 29                 | 29                 | 28                 | 29                 | 31                 | 30                 | 31                 | 353                |
| Днів з дощем            | 9                  | 7                  | 10                 | 12                 | 25                 | 28                 | 29                 | 28                 | 27                 | 23                 | 14                 | 10                 | 222                |
| Днів зі снігом          | 28                 | 25                 | 26                 | 24                 | 17                 | 5                  | 0                  | 1                  | 4                  | 19                 | 25                 | 29                 | 203                |
| ----------------------- | ------------------ | ------------------ | ------------------ | ------------------ | ------------------ | ------------------ | ------------------ | ------------------ | ------------------ | ------------------ | ------------------ | ------------------ | ------------------ |
| Джерело: Weatherbase    |                    |                    |                    |                    |                    |                    |                    |                    |                    |                    |                    |                    |                    |

## Культура та туризм
Гаммерфест пропонує туристам спортивне та комерційне рибальство, а також дайвінг. Найпівнічніший льодовик на материковій частині Норвегії є популярним місцем походів. Місто є популярною відправною точкою для північних турів. Існує щоденна прогулянка до мису Нордкап. Початок Геодезичної дуги Струве, внесеної в Список всесвітньої спадщини ЮНЕСКО, розташований у Гаммерфесті. Місто є також центром саамської культури, домом для Королівського товариства полярного ведмедя. Існує музей арктичного полювання.

## Галерея

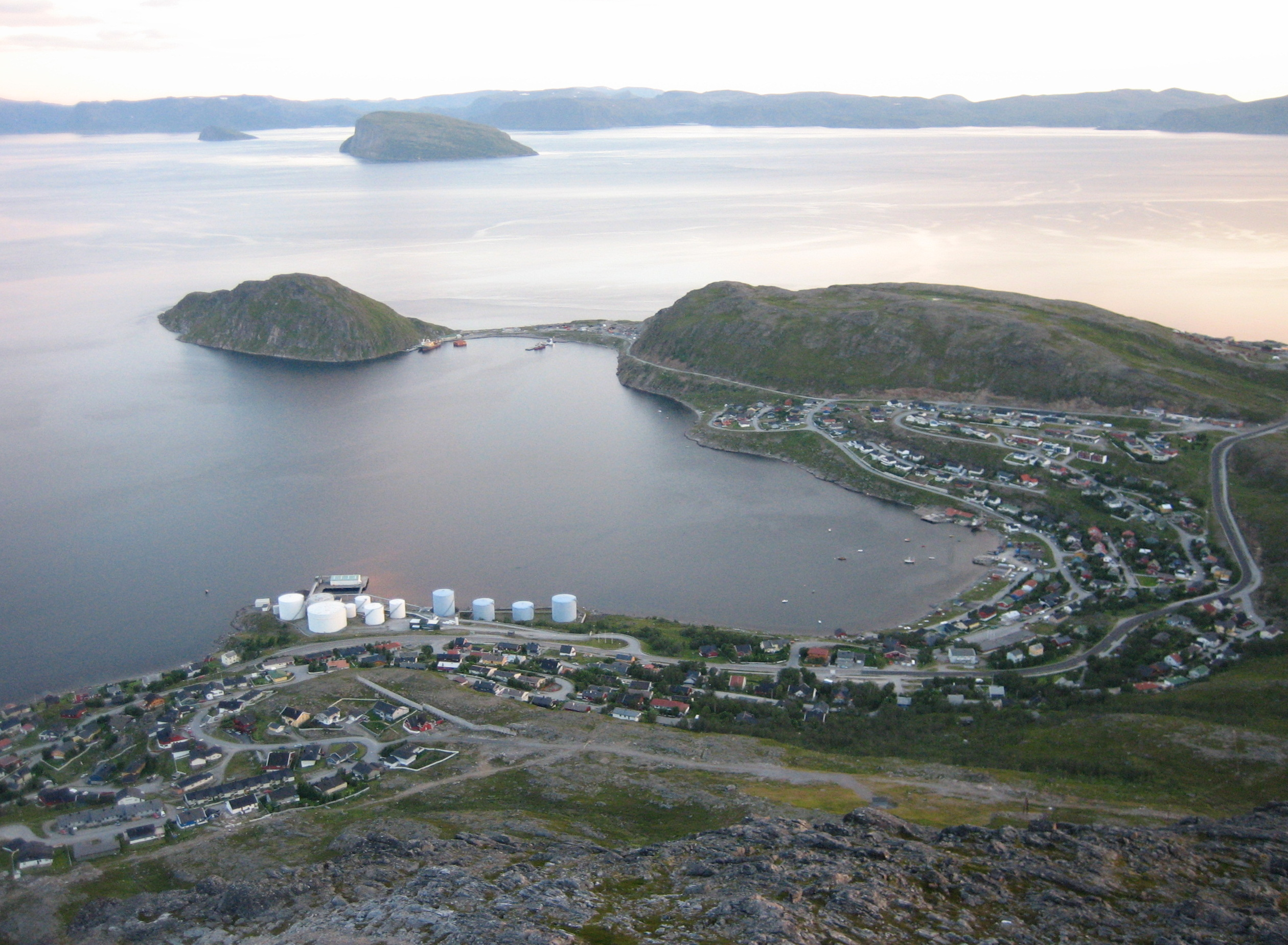
Вигляд міста біля Ріпефіорда
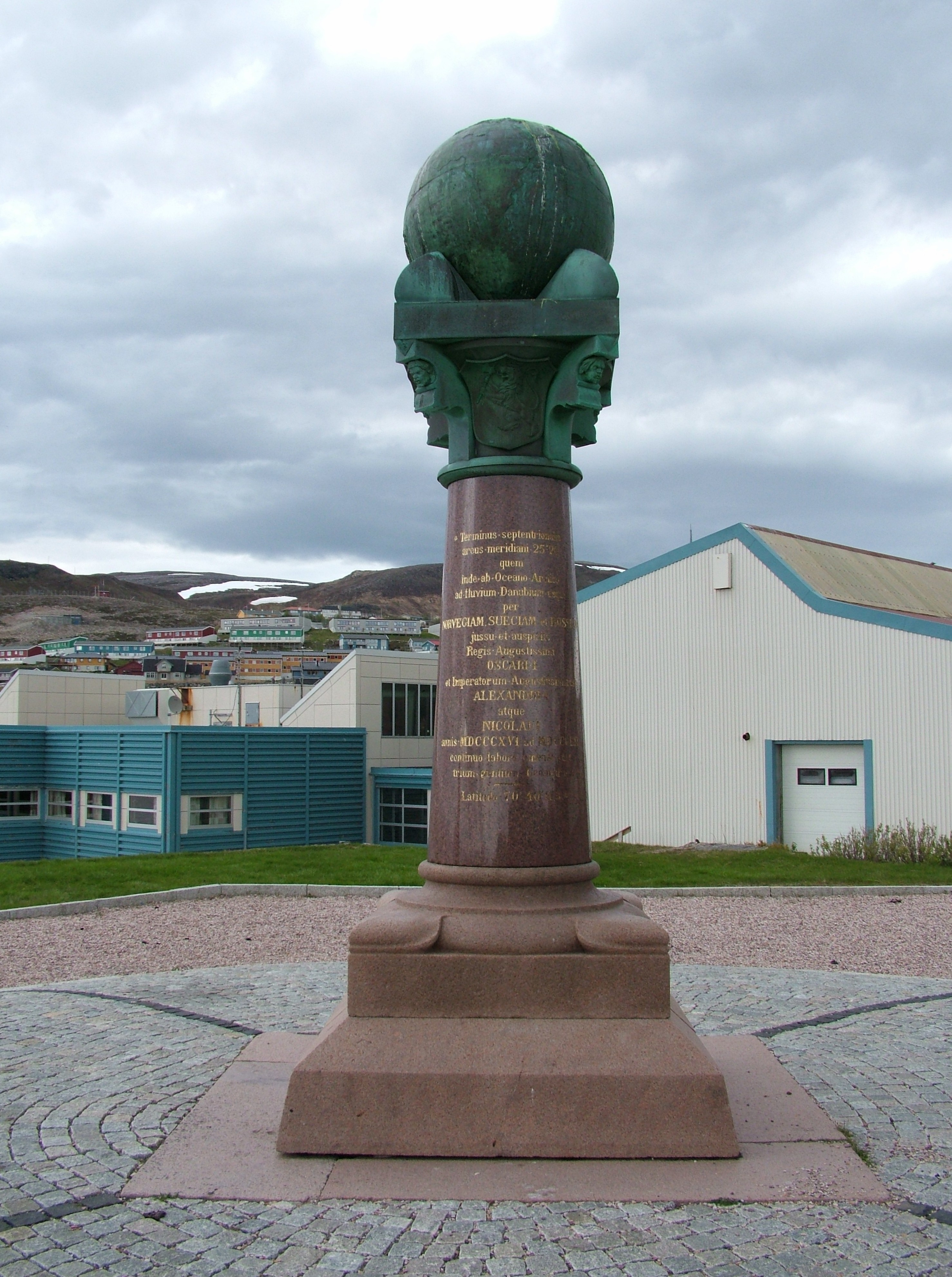
Знак Геодезичної дуги Струве
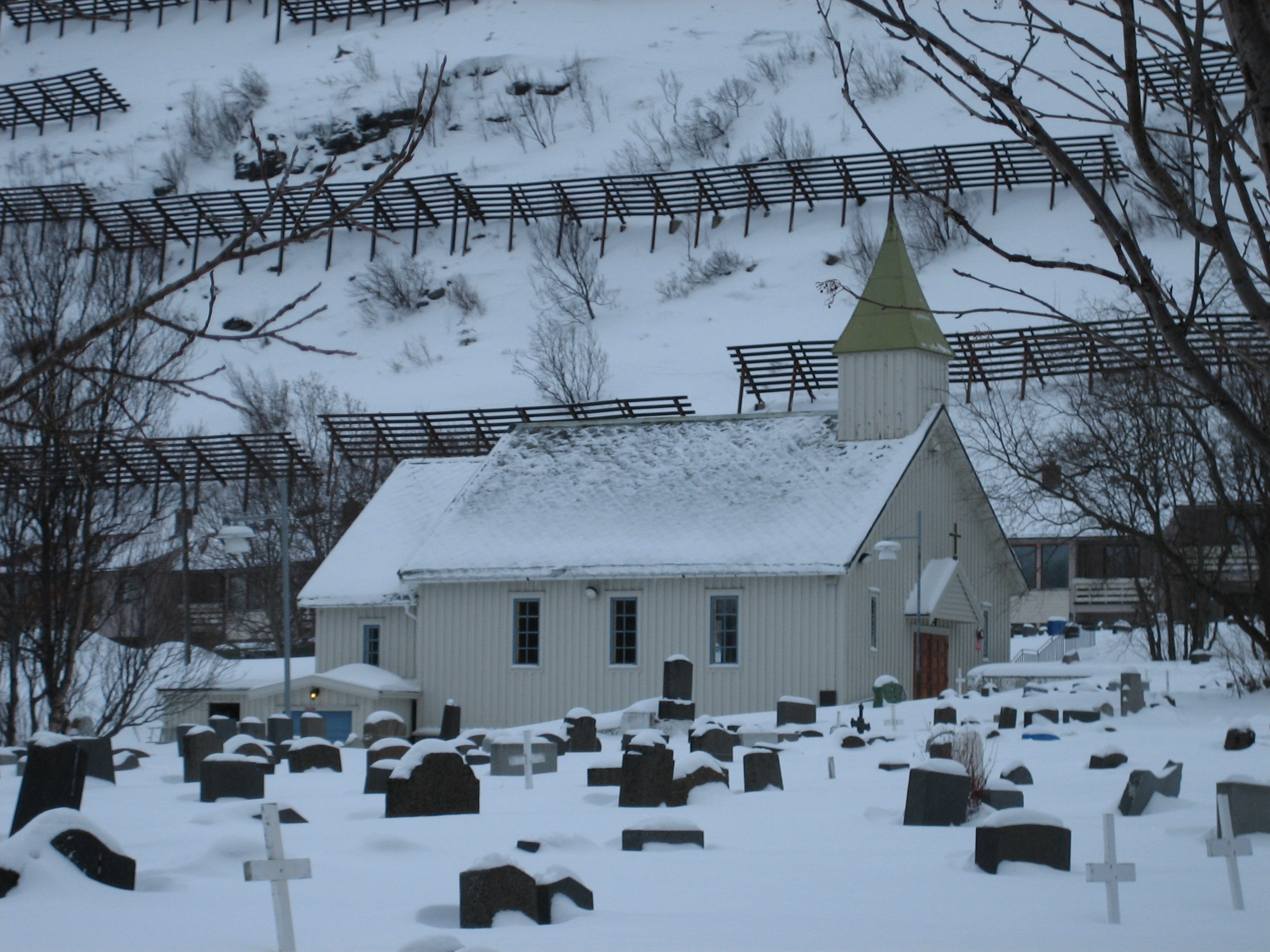
Каплиця Геуен - єдина будівля, що вціліла з довоєнних часів
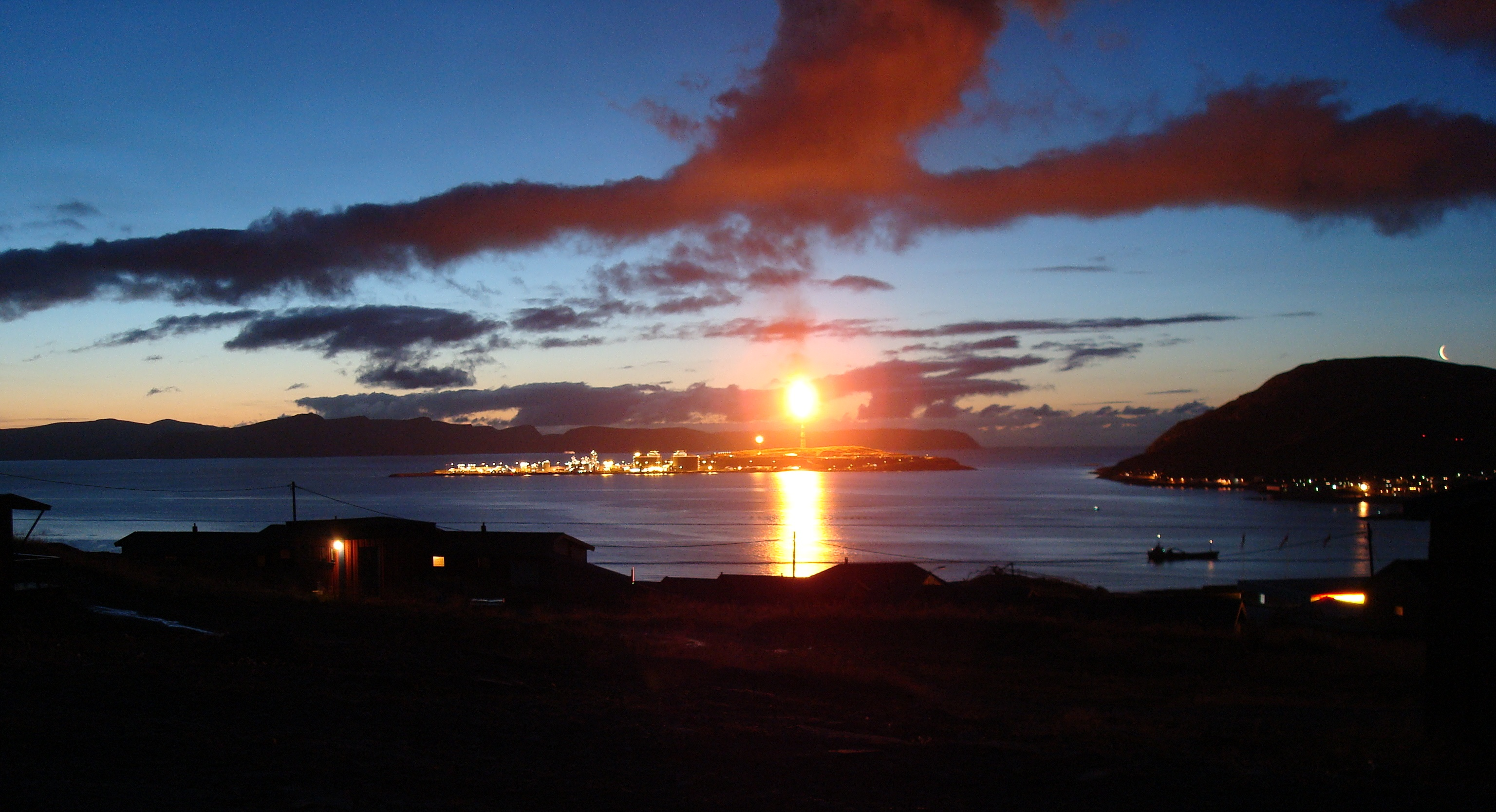
Захід сонця біля міста